# Argynnis valesina
Argynnis valesina är en fjärilsart som beskrevs av Eugen Johann Christoph Esper 1800. Argynnis valesina ingår i släktet Argynnis och familjen praktfjärilar. Inga underarter finns listade i Catalogue of Life.